# El Feu (l'Esquirol)
El Feu és una masia de l'Esquirol (Osona) inclosa a l'Inventari del Patrimoni Arquitectònic de Catalunya.

## Descripció
Masia adossada al pendent del terreny pel sector Nord, de planta rectangular en forma d'escaire pel sector de llevant (21 x 10-14 m). Coberta a dues vessants amb el carener paral·lel a la façana, situada a llevant. Consta de baixos (al sector Sud), planta baixa, pis i golfes. La façana principal presenta a la planta baixa un bonic portal rodó i una finestra lateral esculturada i a l'escaire que mira a Nord un portal quadrat amb llinda de roure, al primer pis s'obren tres finestres de mides diverses i quatre de petites a les golfes. Al sector sud hi ha una finestreta a la planta baixa i dues al primer pis. La façana Nord presenta un portal a nivell del primer pis i dues finestres laterals. La façana Oest (casa dels masovers) presenta unes escales que donen a peu del primer pis on hi ha un portal rectangular i tres finestres. Al sector Sud una terrassa al primer pis i a la planta baixa dos portals. La façana Sud presenta a la planta baixa un cos de corts adossat i al primer pis dos balcons ampitadors centrals amb arc escarser i dues finestres laterals també amb arc escarser. A les golfes hi ha dues arcades de porxo, una d'elles amb vidres, i dues finestretes laterals.

## Història
Masia que encara conserva algun document del segle xiv. L'edifici és del 1460, reformat el 1720, encara que els seus orígens es fixen al segle xi. En documents del segle xiv hi ha Feu d'Amunt i Feu d'Avall, no se sap quin dels dos és. El Feu d'Amunt podria haver estat, segles enrere, on hi ha actualment la Casa Nova del Feu. Fins al 1973 hi vivia el propietari, però actualment la hisenda ha passat a mans alienes.